# Criel-sur-Mer
Criel-sur-Mer ist eine französische Gemeinde mit 2592 Einwohnern (Stand 1. Januar 2022) im Département Seine-Maritime in der Region Normandie. Bezüglich der Fläche des Gemeindegebiets ist es die größte Gemeinde im Kanton Eu. Sie ist ausgezeichnet mit der Öko-Kennzeichnung Blaue Flagge.

## Geografie

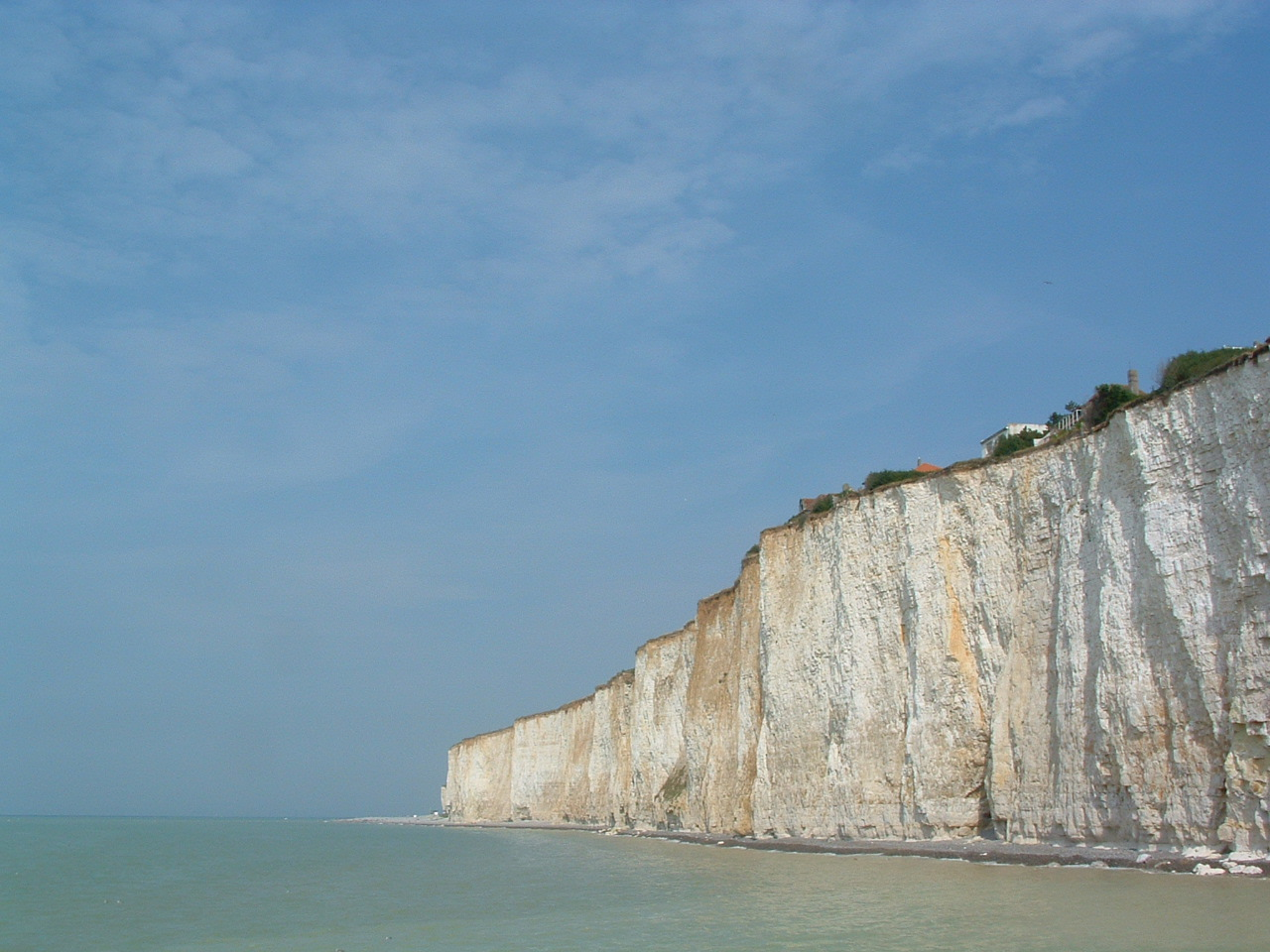
Steilküste

Criel-sur-Mer liegt am Ärmelkanal, 101 Kilometer nordöstlich von Le Havre, 20 Kilometer nordöstlich von Dieppe, dem Sitz der Unterpräfektur des Arrondissements und 8,1 Kilometer südwestlich von Eu, dem Hauptort des Kantons. Nachbargemeinden von Criel-sur-Mer sind Flocques im Nordosten und Touffreville-sur-Eu im Südosten. Das Gemeindegebiet umfasst 2112 Hektar, die mittlere Höhe beträgt 53 Meter über dem Meeresspiegel, die Mairie steht auf einer Höhe von 10 Metern. Die Steilküste bei der Ortschaft ist bis zu hundert Meter hoch. Der Fluss Yères durchquert den Ortskern.
Criel-sur-Mer ist einer Klimazone des Typs Cfb (nach Köppen und Geiger) zugeordnet: Warmgemäßigtes Regenklima (C), vollfeucht (f), wärmster Monat unter 22 °C, mindestens vier Monate über 10 °C (b). Es herrscht Seeklima mit gemäßigtem Sommer.

## Geschichte
1846 fand der Archäologe Jean Benoît Désiré Cochet bei Grabungen in Criel-sur-Mer Reste von Bauwerken, Statuen und Alltagsgegenstände aus gallo-römischer Zeit (52 v. Chr. bis 486 n. Chr.).
Anne Marie Louise d’Orléans, duchesse de Montpensier (1627–1693), gründete 1685 ein Kranken- und Waisenhaus im Herrenhaus Briançon. Das Gebäude wurde bis 1955 als Krankenhaus genutzt. 1930 wurde das Herrenhaus in das Zusatzverzeichnis der Monuments historiques eingetragen und damit denkmalgeschützt. Seit 1972 dient das Gebäude als Mairie.

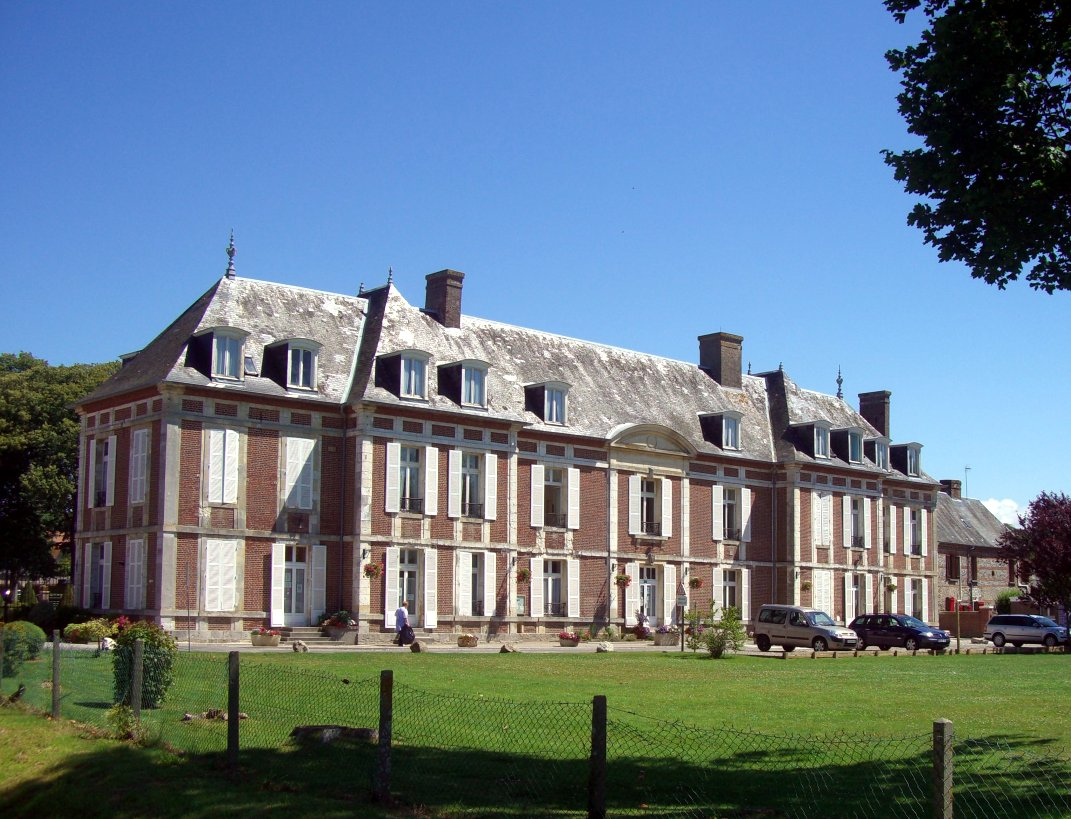
Das Schloss Chantereine

1872 wurde ein Bahnhof zwischen Touffreville-sur-Eu und Criel-sur-Mer gebaut. Er wurde von Zügen der Linie Dieppe – Eu angefahren. Der Bahnhof wurde hauptsächlich genutzt um rundgeschliffene Kieselsteine, die an der Steilküste gesammelt wurden, in die ganze Welt zu verschicken. Gegen Ende des 19. Jahrhunderts gab es einen Aufschwung in der Gemeinde. An den Stränden wurden Hotels, Villas und Casinos gebaut. Im Zweiten Weltkrieg (1939–1945) wurden die meisten der Gebäude zerstört. Nach dem Krieg errichteten Familien Zweitwohnsitze um die Ferien am Meer zu verbringen. Das seigneuriale Schloss Chantereine wurde 1984 in eine Jugendherberge verwandelt und beherbergt außerdem die Vereine der Gemeinde.

## Kultur und Sehenswürdigkeiten
Die Gemeinde gehört zur römisch-katholischen Gemeinschaft Criel-sur-Mer, die Teil der Pfarrei Saint-Michel de Eu sur Bresle et Yères des Erzbistums Rouen ist.
Die Kirche Saint-Aubin wurde im 14. Jahrhundert erbaut. Ihr Schutzpatron ist Aubin von Angers. 1474 wurde die Kirche durch die Truppen Karls des Kühnen fast vollständig zerstört. Nur eine Kapelle eines Armes des Querschiffs blieb erhalten. 1508 wurde die Kirche wieder aufgebaut. 1573 wurde die Kirche im Zuge der Hugenottenkriege (1562–1598) erneut stark beschädigt und 1605 restauriert. 1819 traf ein Blitz das Gebäude. Die Schäden wurden in den Jahren 1863 bis 1890 repariert. Die Kirche wurde 1930 in das Zusatzverzeichnis der Monuments historiques eingetragen. In der Kirche steht eine hölzerne Skulptur der Jungfrau mit dem Kinde aus dem 14. Jahrhundert und eine Statue des Heiligen Léonard (auch Léodowald) von Avranches aus dem 16. Jahrhundert. Die Skulpturen wurden 1972 als Monuments historiques klassifiziert. Der Beichtstuhl der Kirche stammt aus dem 17. oder 18. Jahrhundert und wurde 1982 als Monument historique eingestuft.

## Wirtschaft und Infrastruktur

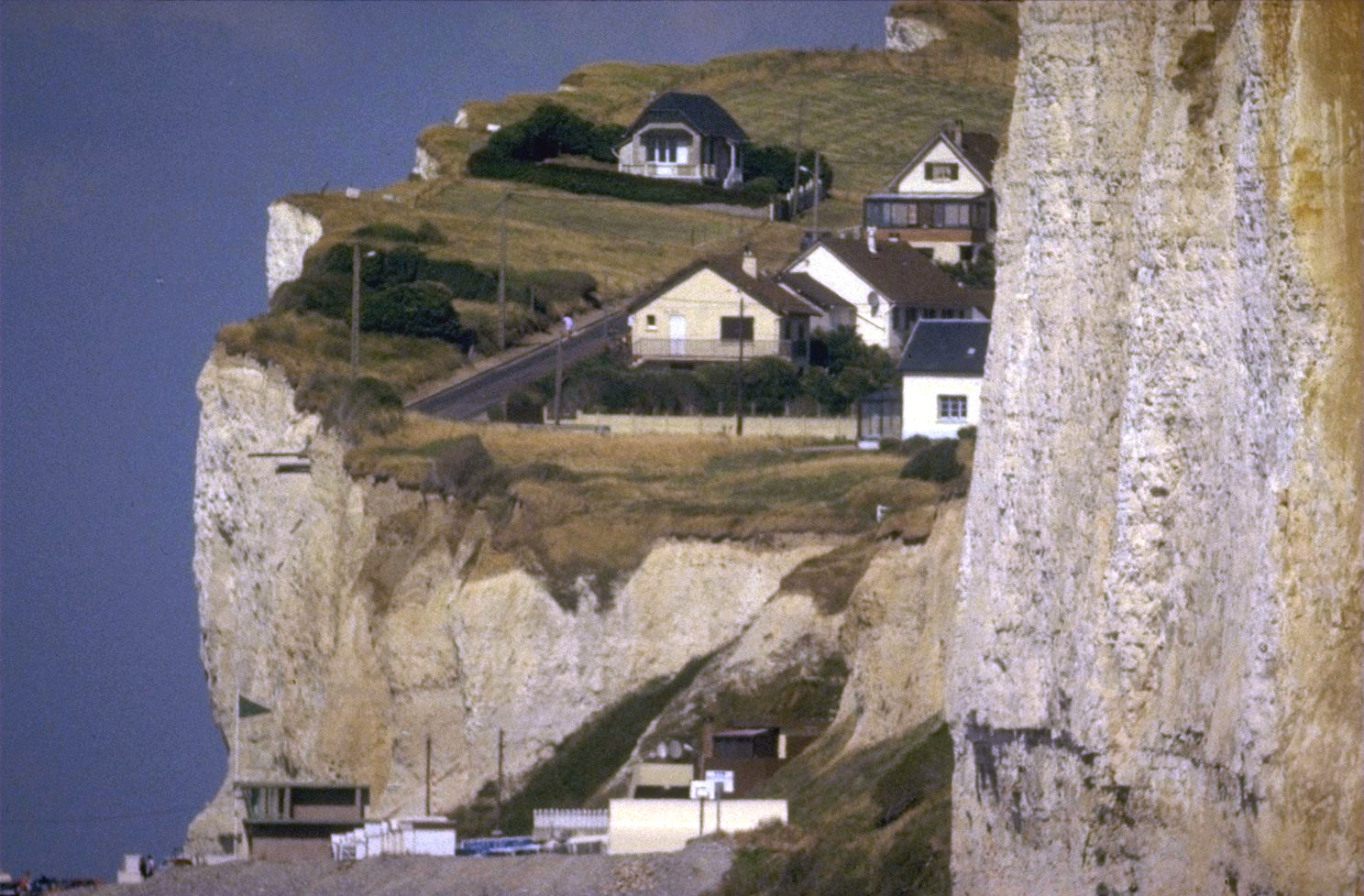
Häuser an der Steilküste

Im Jahr 2009 waren 24,1 Prozent der Erwerbstätigen in der Gemeinde beschäftigt, die anderen waren Pendler. 12,5 Prozent der Arbeitnehmer waren arbeitslos.
Es gibt eine Grundschule in der Gemeinde.
Der nächste Bahnhof ist der Bahnhof Tréport – Mers in Le Tréport. Er ist 6,7 Kilometer entfernt. Der nächste Flughafen ist der 59,7 Kilometer entfernt liegende Aéroport du Touquet-Côte-d’Opale in Le Touquet-Paris-Plage.
Auf dem Gemeindegebiet gelten kontrollierte Herkunftsbezeichnungen (AOC) für Lammfleisch (Prés-salés de la baie de Somme). Die Lämmer weiden auf Salzwiesen an der Somme-Bucht. Außerdem gelten geschützte geographische Angaben (IGP) für Schweinefleisch (Porc de Normandie), Geflügel (Volailles de Normandie) und Cidre (Cidre de Normandie und Cidre normand).

## Persönlichkeiten
- Anne Marie Louise d’Orléans, duchesse de Montpensier (1627–1693), gründete 1685 ein Kranken- und Waisenhaus im Herrenhaus Briançon.